# Mónica L. Durán
Mónica L. Durán (1 de diciembre de 1964) es una botánica, pteridóloga, curadora, y profesora argentina. 
En 1994 se doctoró en Ciencias Naturales, en la Facultad de Ciencias Exactas, Físicas y Naturales de la Universidad Nacional de Córdoba, Córdoba (Argentina). Es investigadora en el campo de la pteridología; como "investigadora principal" del CONICET. Desarrolla actividades académicas en el Instituto Multidisciplinario de Biología Vegetal, de la Universidad Nacional de Córdoba y el CONICET.

## Algunas publicaciones
- e.r. de la Sota, mónica l. Durán. 2005. Blechnum x pampasicum (Blechnaceae-Pteridophyta), a new nothotaxon for Cono Sur and its gametophytic characteristics. Kurtziana 31 (1-2): 87-97

- mónica Durán, ana Anton. 1995. Sobre la presencia de ramificaciones en gametófitos de Blechnum (Blechnaceae-Pteridophyta). Volumen 6, N.º 4 de Trabajos del Museo Botánico. Edición	reimpresa, Universidad Nacional de Córdoba, 8 pp.

## Honores
Miembro
- Sociedad Argentina de Botánica

- La abreviatura «M.L.Durán» se emplea para indicar a Mónica L. Durán como autoridad en la descripción y clasificación científica de los vegetales.[2]